# Effet Zeigarnik
L’effet Zeigarnik désigne la tendance à mieux se rappeler d’une tâche inachevée car interrompue qu’une tâche déjà accomplie. Le fait de s'engager dans la réalisation d'une tâche crée une motivation d'achèvement qui reste insatisfaite tant que la tâche est interrompue. Sous l'effet de cette motivation cette tâche doit être mémorisée mieux qu'une tâche achevée. Il porte le nom de la psychologue russe Bljuma Zeigarnik qui l'a théorisé dans les années 20.

## L'expérimentation princeps
Bluma Zeigarnik (1900-1988), élève de Kurt Lewin demande à des enfants d’accomplir, en une journée, une série de vingt petits travaux (modeler des animaux, enfiler des perles, assembler les pièces d’un puzzle…). La moitié des activités sont terminées, les autres restent inachevées. Quelque temps après, les participants sont priés d’indiquer toutes les tâches qu’ils avaient eu à exécuter. Il en résulte que celles qui n’avaient pu être conduites à leur terme étaient citées environ deux fois plus souvent que les autres, comme si l’inachèvement d’une activité entreprise créait une tension durable de l’organisme, dont le souvenir ne serait que l’empreinte. En effet, lorsqu’on donne aux sujets la possibilité d’achever leur travail, il se produit chez eux une détente, et il n’y a plus de différence de mémorisation entre les tâches accomplies.

## Autres données expérimentales
L'effet Zeigarnik est corrélé à la motivation : plus grande est la tendance personnelle à une forte motivation, plus l'effet est fort. Accomplir une tâche peu de temps après la tâche inachevée réduit la force de l'effet.

## Psychanalyse
En psychanalyse, Daniel Lagache entre autres, a utilisé les conclusions de ces recherches pour asseoir sa théorisation du transfert,.
Couramment utilisé dans les fictions au format Duanju, le cliffhanger s’appuie sur l’effet Zeigarnik, selon lequel une action interrompue reste plus présente à l’esprit, afin de maintenir l’attention et d’intensifier le suspense.